# Hymenoplia rugulosa
Hymenoplia rugulosa är en skalbaggsart som beskrevs av Étienne Mulsant 1842. Hymenoplia rugulosa ingår i släktet Hymenoplia och familjen Melolonthidae. Inga underarter finns listade i Catalogue of Life.